# Скилтон, Эмметт
Эмметт Скилтон (англ. Emmett Skilton; род. 23 сентября 1987, Веллингтон) — новозеландский актёр. Сыграл главного героя, Эксла Джонсона, в комедийно-драматическом сериале «Всемогущие Джонсоны», а также роли в фильме «Аватар: Путь воды» и американском комедийном сериале «Молодой Скала», где сыграл Эда Орджерона, тренера по американскому американскому футболу Дуэйна Джонсона.

## Ранний период жизни
Родился в Веллингтоне, Новая Зеландия. Вырос в Порируа, где учился в колледже. Выступал на новозеландском Шекспировском фестивале имени Шейлы Уинн каждый год, когда учился в колледже, и один год ставил «Сон в летнюю ночь». В 2005 году был выбран для участия в постановке New Zealand Schools Shakespeare Production.
В старшей школе выступал с импровизационной труппой Joe Improv в Capital E в Веллингтоне. Новозеландский режиссер Дэнни Малхерон увидел его выступление и пригласил на прослушивание на роль Виллема в «Семи периодах с мистером Гормсби». В следующем году он гастролировал по Новой Зеландии и Сиднею с актёрской компанией The Ugly Shakespeare Company, а затем в 2007 году поступил в «Той Вакаари: Новозеландскую драматическую школу».

## Карьера

### Кино и телевидение
Во время учебы в «Той Вакаари» снялся в художественном фильме «Домой к Рождеству», основанном на истории семьи Гейлин Престон во время Второй мировой войны. Окончил обучение в конце 2009 года, получив степень бакалавра исполнительских искусств по актерскому мастерству, и начал сниматься в роли Эксла Джонсона в сериале «Всемогущие Джонсоны» с 2010 года.
Сыграл Сэма Джанкану в американском сериале «Создание мафии: Чикаго» в 2016 году и Виктора Лоунса в «Американском Playboy: История Хью Хефнера» в 2017 году. Затем снялся в фильмах Джеймса Кэмерона «Аватар: Путь воды», «Звуки», новозеландском и канадском совместном производстве «Вместе навсегда Чай».
Также снялся в новом комедийном сериале NBC «Молодой Скала», где сыграл бывшего тренера Дуэйна Джонсона в Университете Майами, бывшего главного тренера Университета штата Луизиана, Эда Оржерона.

### Режиссура
С 2015 по 2017 год продюсировал и снимал комедийный веб-сериал «Оклендская любовь», в центре сюжета молодая девушка с «разбитым сердцем» из Окленда. Также снял отмеченный наградами комедийный сериал «Дженни из поколения миллениалов», эксклюзивно для Instagram TV с 2019 года и по сей день. В 2019 году стал одним из режиссеров австралийского сериала Стэна Харрингтона «Легенды».
Является преподавателем по экранному искусству в ведущей театральной школе The Actors Program и снял их выпускные фильмы 2017 и 2018 годов «Пульсация» и «13 подозреваемых», последний из которых был написан соавтором «Всемогущих Джонсонов» Рэйчел Лэнг.
Снял более 100 эпизодов «Шортланд-стрит» для Television New Zealand.